# Tiago Brandão
Tiago Brandão (Franca, 1 de outubro de 1982 - Franca, 6 de janeiro de 2020) foi um fotógrafo e jornalista brasileiro. Ganhou o Prêmio Esso de Fotografia em 2007.
Nascido em Franca, interior do estado de São Paulo, teve seu primeiro emprego em 1997 no jornal Comércio da Franca, como encartador de jornais. Dois anos depois, fez sua estréia na fotografia e posteriormente atuou como editor.
Em 2005, se classificou em 2º lugar no Salão de Fotografia da Universidade de Franca (Unifran); evento do qual participou no ano seguinte e obteve a terceira colocação.
Participou de diversas exposições coletivas na região de Franca — “Especial Dia das Mães”, “Retrospectiva 2005”, “O homem urbano trabalho e lazer”, “Brasil brasileiro” — e também estaduais como a retrospectiva organizada em 2007 pela Associação dos Repórteres Fotográficos e Cinematográficos de São Paulo (Arfoc-SP).
Em 2007, Tiago Brandão venceu o Prêmio Esso de Fotografia, com a seqüência de fotos “Mãe Salva Filho em Piscinão”, publicadas no jornal Comércio de Franca, que registrou o momento em que uma mãe — a sapateira Maria Jerônima Campos — atirando-se em desespero em um poço, mesmo sem saber nadar, para salvar seu filho de nove anos, que tinha caído naquele local, momentos antes.
Tiago também atuava em cutelaria. Em 6 de janeiro de 2020 morreu em casa, enquanto fabricava uma faca. Tiago teve a veia femoral, que leva ao coração todo sangue que sai da perna, atingida acidentalmente pela faca.